# Sturnia blythii
Sturnia blythii és una espècie d'ocell de la família dels estúrnids (Sturnidae) que habita boscos, matolls i conreus del sud-oest de l'Índia.
No s'ha de confondre amb l'estornell de Malabar (Sturnia malabarica), tàxon del qual anteriorment se'n va considerar una subespècie més (Sturnia malabarica blythii).

## Taxonomia
Segons la llista mundial d'ocells del Congrés Ornitològic Internacional (versió 12.2, juliol 2022) aquest tàxon tindria la categoria d'espècie. Tanmateix, altres obres taxonòmiques, com el Handook of the Birds of the World i la quarta versió de la BirdLife International Checklist of the birds of the world (Desembre 2019), el consideren encara una subespècie de l'estornell de Malabar (Sturnia malabarica blythii).